# 首藤奈知子
首藤 奈知子（しゅどう なちこ、1979年12月3日 - ）は、NHKのアナウンサー。

## 来歴
愛媛県松山市出身。松山市立伊台小学校、松山市立旭中学校、愛媛県立松山東高等学校、日本女子大学家政学部被服学科卒業後、2003年NHK入局。初任地は松山で、近年は女性アナウンサーでも珍しくなった“ふるさと配属”であり、地上デジタル放送推進大使『デジタルマドンナ』のメンバーの一員も務めた。当時は地元の伊予弁を使った寸劇も担当していた。入局から故郷松山局で3年間勤務、東京で12年間勤務後、2018年4月松山局へ戻る。2022年4月に東京アナウンス室に戻り、『NHKニュース おはよう日本』のメインキャスターを三條雅幸アナウンサーと担当する。
2008年4月、大学時代から交際していた大手映画会社に勤務する男性と結婚。故郷愛媛の愛媛経済同友会から「えひめ経済特使」に任命されている。2016年1月、第1子を妊娠し2015年暮れから産休入りしていることが報じられる。2016年春に第1子となる男児を出産していたことが同年7月に報じられた。2017年4月より1年間『週刊ニュース深読み』を担当した。

## 人物
- 小学生の頃はバレエを習っていた[4]。
- 高校時代は放送部、大学時代はジャズダンスサークルに所属していた[4]。
- 予備校時代の友人は苦しい時期を共に過ごしたこともあり、一生の友人と述べている[4]。
- 家庭科が好きだったので、大学は家政学部を選んだ[4]。
- 『NHKニュースおはよう日本』出演時には「出身が愛媛で、小学生のときに首藤さんを見ていました」と飯尾夏帆アナウンサーから話されて驚いた[13][14]。

## 出演履歴
☆：現在出演中

### 松山放送局勤務時

#### 入局（2003年） - 2006年
- いよかんワイド
- お元気ですか日本列島 ぐるっとニュース・四国（松山局）- 上記2番組は仙波紀子と交替で担当した。後任が鈴木奈穂子アナ。
- おはようえひめ
- 四国羅針盤
- にんげんドキュメント「ピース5歳〜日本初　ホッキョクグマ哺育物語」（案内役）
- プロフェッショナル 仕事の流儀（2004年12月17日）[15]
- テレビ・ラジオのコールサイン読み上げ

#### 2018年度 - 2021年度
- ひめDON!（2018年4月 - 2022年3月）[16]
- ずっとしこく（2018年4月 - 2022年3月）[17]
- 潜れ!さかなクン![18]
  - 長崎・五島列島編（2019年1月5日）[19]
  - 熱海編（2019年5月6日）[20]
  - 薩摩・硫黄島編（2019年8月3日）
  - 熊本・八代海編（2020年5月6日）[21]
  - 探検!沈没船スペシャル（2020年8月19日）
- サンドのお風呂いただきます 案内役（2020年4月22日，5月13日、愛媛・道後温泉）
- ロコだけが知っている「ご当地グルメスペシャル」 ローカル応援アナウンサー（2022年3月2日、愛媛・八幡浜）[22]

#### 共通
- 愛媛県・四国地方のニュース・中継・リポート

##### その他
受信料に係る住所変更手続き説明の動画出演、数パターンの Eテレ クラッチ（ID）の「Eテレ」コールを担当している（2015年7月 - ）

### 東京アナウンス室・日本語センター勤務時

#### 2007年度 - 2017年度
- NHKニュースおはよう日本［キャスター］[23]
  - 祝日を除く月曜 - 金曜〔6:30 - 8:13〕（2006年4月 - 2008年3月）
  - 土曜・日曜・祝日：2008年4月 - 2010年3月
  - 江崎史恵の代理
    - 2012年8月4日・5日、11日・12日
    - 2014年2月22日・23日
- まちかど情報室スペシャル（2006年12月29日、2007年12月29日）
- ゆく年くる年（司会進行）
  - 2006年12月31日 - 2007年1月1日
  - 2007年12月31日 - 2008年1月1日
- 天空の旅人　さくらの春を飛ぶ　ナレーション（2007年4月29日、BShi）
- あなたの街で夢コンサート 司会（2009年4月 - 、BS2）
- ちょっと変だぞ日本の自然　ナレーション
  - 「大ピンチ! ふるさと激変スペシャル」（2010年8月18日）
  - 「新型生物誕生スペシャル」（2011年8月10日）
- アルマの伝説〜君の知らない犬物語〜 （2010年12月13日 - 16日）スタジオ進行
- 特集 キッチンが走る!（2010年12月29日、30日）ナレーション
  - ファーストシーズン（2011年5月 - 7月7日）
  - セカンドシーズン（2012年4月 - 9月）
- アスリートの魂「サッカー"魂の故郷をゆく"三浦知良」（2012年1月7日、総合テレビ）語り
- NHKスペシャル
  - 放送記念日特集「NHKと東日本大震災 より多くの命を守るために」（2012年3月22日、総合テレビ）
  - 「謎の古代ピラミッド〜発掘・メキシコ地下トンネル〜」（2014年10月26日、総合テレビ）
- 地球アゴラ 司会（2010年4月 - 2013年3月、BS1）
- 世界珍百景 ナビゲーター（BS1）
- ブラタモリ〜2015年パイロット版京都〜（2015年1月6日 20:00 - 20:45、25分延長の完全版（2015年3月27日、再放送4月4日）にも出演）
- ダーウィンが来た! 〜生きもの新伝説〜 ナレーション（2011年5月15日から2015年3月22日・第404回 スクープ特集  一致団結!助け合う生きものたち まで）
- クイズ 100人力 司会（2013年5月4日 - 2015年3月、総合テレビ）
- ニュース・気象情報（不定期）
- 検索deゴー! とっておき世界遺産 司会（不定期　総合テレビ）
- 仕事ハッケン伝 進行（総合テレビ）
- いじめをノックアウトスペシャル 司会（2013年9月7日 - 不定期、NHK Eテレ）
- 裸にしたい男 ナレーション（2012年4月 - 、BSプレミアム）
- 感涙! よみがえりマイスター 司会（2014年4月 - 、BSプレミアム）
- 世界で一番美しい瞬間 クリスマス・スペシャル 「ロマンチック街道　天使が舞い降りるとき　ドイツ」（2014年12月25日） - 旅人
- 受信寮の人々（2015年6月 - 2016年、NHK総合・Eテレ・BS1・BSプレミアム） - 寮母さん 役[24][25]
- 新春テレビ放談（2016年1月2日、2018年1月2日） - 司会
- 週刊ニュース深読み（2017年4月8日 - 2018年3月24日）メインキャスター

#### 2022年度 -
- NHKニュースおはよう日本（キャスター）
  - 祝日を除く月曜 - 金曜（2022年4月4日 - 2024年3月29日）
  - 祝日を除く月曜 - 木曜（2024年4月1日 - 2025年3月27日）
- ゆく年くる年（2022年12月31日 - 2023年1月1日、2023年12月31日 - 2024年1月1日 NHK総合テレビ）（司会）[26]
- ☆首都圏情報 ネタドリ! （キャスター：2025年4月4日 - ）[27]
- ☆ あの人に会いたい （ナレーション：2025年4月 - ）[27]